# Primera División (Schach) 1983
Die Primera División (Schach) 1983 war die höchste Spielklasse der 27. spanischen Mannschaftsmeisterschaft im Schach und wurde mit zehn Mannschaften ausgetragen. Meister wurde der Titelverteidiger CE Vulcà Barcelona, aus der Segunda División waren Asociación Barcinona und GC Covadonga aufgestiegen. Beide Aufsteiger erreichten den Klassenerhalt, während CE Olot und Círculo Mercantil San Sebastián abstiegen.
Zu den Mannschaftskadern siehe Mannschaftskader der Primera División (Schach) 1983.

## Modus
Die zehn teilnehmenden Mannschaften spielten ein einfaches Rundenturnier, die beiden Letzten stiegen ab und wurden durch die beiden Ersten der Segunda División ersetzt. Gespielt wurde an vier Brettern, über die Platzierung entschied zunächst die Anzahl der Brettpunkte (ein Punkt für einen Sieg, ein halber Punkt für ein Remis, kein Punkt für eine Niederlage), anschließend die Anzahl der Mannschaftspunkte (zwei Punkte für einen Sieg, ein Punkt für ein Unentschieden, kein Punkt für eine Niederlage).

## Termine und Spielort
Das Turnier wurde in Les Escaldes ausgetragen.

## Saisonverlauf
CE Vulcà Barcelona war eine Klasse für sich und hatte sich schon vor der letzten Runde den Titel gesichert. Círculo Mercantil San Sebastián stand vorzeitig als Absteiger fest, während CE Olot noch geringe theoretische Chancen auf den Klassenerhalt besaß. Dafür wäre jedoch ein 4:0-Sieg gegen CA Nifsa Las Palmas erforderlich gewesen, den man nicht erreichte.

## Abschlusstabelle
| Pl. | Verein                          | Sp | G | U | V | Brett-P.  | Mannsch.-P. |
| --- | ------------------------------- | -- | - | - | - | --------- | ----------- |
| 01. | CE Vulcà Barcelona (M)          | 9  | 7 | 2 | 0 | 25,0:11,0 | 16:2        |
| 02. | CA Peña Rey Ardid Bilbao        | 9  | 5 | 3 | 1 | 21,0:15,0 | 13:5        |
| 03. | CA Gambito Valencia             | 9  | 3 | 6 | 0 | 20,5:15,5 | 12:6        |
| 04. | Asociación Barcinona (N)        | 9  | 2 | 6 | 1 | 20,5:15,5 | 10:8        |
| 05. | GC Covadonga (N)                | 9  | 3 | 4 | 2 | 19,0:17,0 | 10:8        |
| 06. | UGA Barcelona                   | 9  | 3 | 4 | 2 | 19,0:17,0 | 10:8        |
| 07. | CA Nifsa Las Palmas             | 9  | 2 | 4 | 3 | 18,0:18,0 | 8:10        |
| 08. | Círculo Mercantil Sevilla       | 9  | 2 | 3 | 4 | 16,0:20,0 | 7:11        |
| 09. | CE Olot                         | 9  | 1 | 1 | 7 | 13,0:23,0 | 3:15        |
| 10. | Círculo Mercantil San Sebastián | 9  | 0 | 1 | 8 | 8,0:28,0  | 1:17        |

### Entscheidungen
|     | spanischer Mannschaftsmeister: CE Vulcà Barcelona                           |
|     | Absteiger in die Segunda División: CE Olot, Círculo Mercantil San Sebastián |
| (M) | Titelverteidiger                                                            |
| (N) | Vorjahresaufsteiger                                                         |

### Kreuztabelle
| Ergebnisse | Ergebnisse                      | 01. | 02. | 03. | 04. | 05. | 06. | 07. | 08. | 09. | 10. |
| ---------- | ------------------------------- | --- | --- | --- | --- | --- | --- | --- | --- | --- | --- |
| 01.        | CE Vulcà Barcelona              |     | 2½  | 2   | 2   | 3   | 3   | 3   | 3   | 3   | 3½  |
| 02.        | CA Peña Rey Ardid Bilbao        | 1½  |     | 2   | 2   | 3   | 2½  | 2   | 3   | 2½  | 2½  |
| 03.        | CA Gambito Valencia             | 2   | 2   |     | 2½  | 2   | 2   | 2   | 2½  | 2   | 3½  |
| 04.        | Asociación Barcinona            | 2   | 2   | 1½  |     | 2   | 2   | 2   | 3   | 4   | 2   |
| 05.        | GC Covadonga                    | 1   | 1   | 2   | 2   |     | 2   | 2½  | 2   | 3   | 3½  |
| 06.        | UGA Barcelona                   | 1   | 1½  | 2   | 2   | 2   |     | 2½  | 2   | 2½  | 3½  |
| 07.        | CA Nifsa Las Palmas             | 1   | 2   | 2   | 2   | 1½  | 1½  |     | 2   | 3   | 3   |
| 08.        | Círculo Mercantil Sevilla       | 1   | 1   | 1½  | 1   | 2   | 2   | 2   |     | 2½  | 3   |
| 09.        | CE Olot                         | 1   | 1½  | 2   | 0   | 1   | 1½  | 1   | 1½  |     | 3½  |
| 10.        | Círculo Mercantil San Sebastián | ½   | 1½  | ½   | 2   | ½   | ½   | 1   | 1   | ½   |     |

## Die Meistermannschaft
| 1.            | CE Vulcà Barcelona |
| Schachfiguren | Orestes Rodríguez Vargas, Juan Manuel Bellón López, Ángel Martín González, Antonio Medina García, Víctor Manuel Vehí Bach. |